# Knödel
Les Knödel (prononcer « kneudeul » avec l'accent sur la première syllabe) sont une spécialité culinaire autrichienne que l'on trouve aussi en Bavière, dans le canton suisse des Grisons, dans le sud de la Pologne, en République tchèque (sous le nom de knedlík) et au Luxembourg (sous le nom de kniddel). 
Les Knödel sont très proches des quenelles (une spécialité de Lyon) : il est d'ailleurs probable que le mot « quenelle » dérive de Knödel. En Italie, ils sont nommés mereconde dans la province de Brescia et canederli dans la région du Trentin-Haut-Adige où ils bénéficient depuis 1999 de l'appellation « Produits agroalimentaires traditionnels » (PAT), appellation italienne qui n'est pas reconnue au niveau européen.

## Caractéristiques
Les Knödel sont constitués d'une pâte formée d'ingrédients variables (voir ci-dessous) et éventuellement fourrés. La pâte est façonnée en boules qui sont pochées (cuites à l'eau bouillante). Ils peuvent être salés ou sucrés. Les Knödel salés peuvent être servis seuls ou accompagnés de plats en sauce tels que le goulash ou le pörkölt. Les knedlíky tchèques sont préparés à base de farine, œufs, levure et pain rassis. Ils peuvent être servis découpés en tranches en accompagnement du goulash. Il en existe une forme sucrée, fourrée avec des fruits et servie recouverte de sucre en poudre, de beurre fondu et de graines de pavot.
Les kniddelen luxembourgeois sont à base de farine, de lait, d'œufs et de sel, mélangés pour former une pâte homogène. Les kniddelen eux-mêmes sont formés à l'aide d'une cuillère à soupe et pochés dans l'eau bouillante. Ils sont servis avec du beurre légèrement noirci, du lard, ou de la confiture de prunes pour la version sucrée.
Les knaydlekh (en yiddish) diffèrent peu.

## Variantes

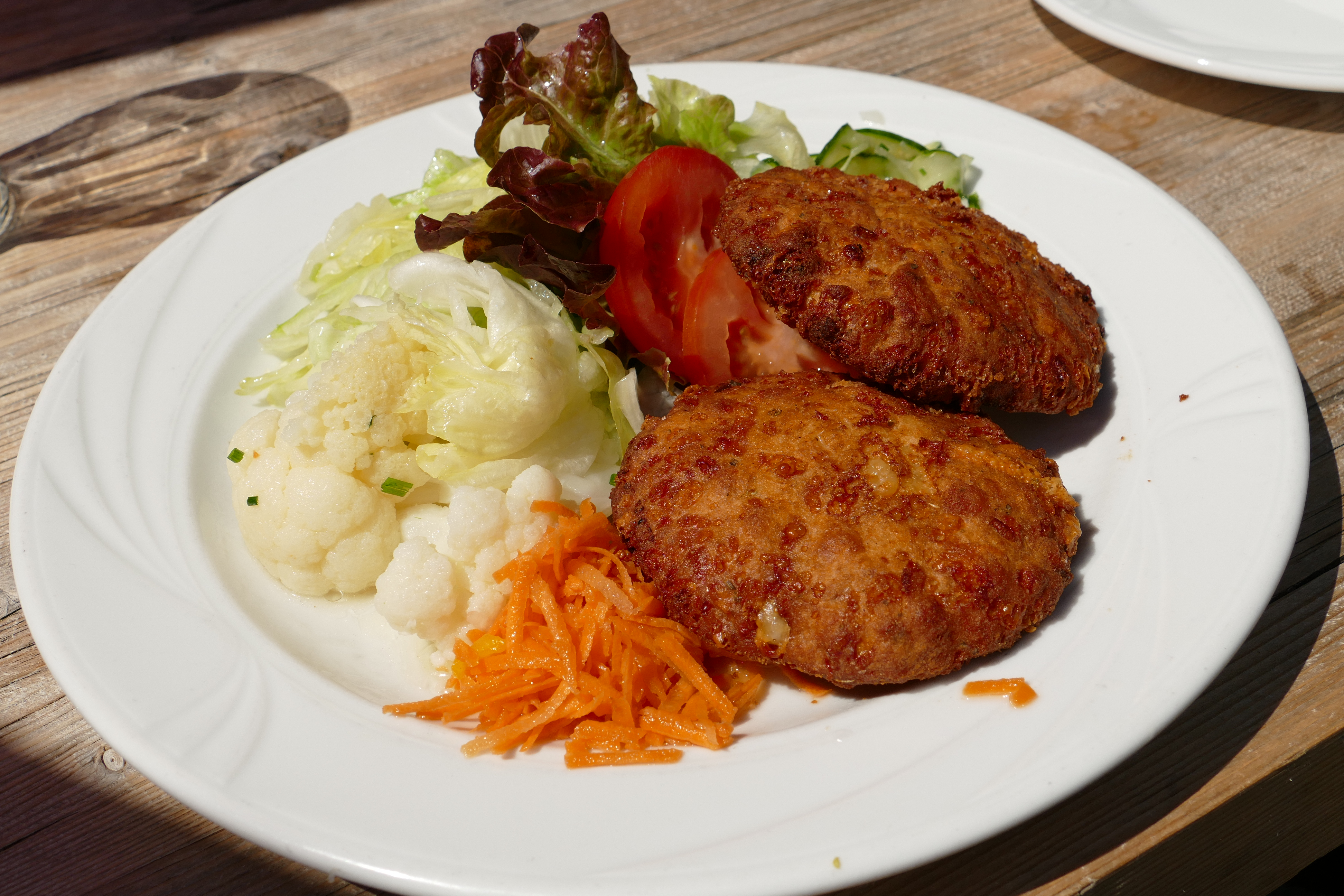
Des, servis ici avec légumes et salade.

On peut varier le type de pâte et un éventuel fourrage.
Pour le Knödel salé, on choisit du pain Semmelknödel ; il peut être nature, aux grattons (Grammelknödel), au foie (Leberknödel), au lard (Speckknödel), aux épinards (Spinatknödel), et au fromage (Kasknödel, Kaspressknödel). La pomme de terre : Erdapfelknödel (Autriche), Kartoffelknödel/Kartoffelklöße (Allemagne). La semoule : Grießknödel, Grießnockerl (Autriche), Grießklößchen (Allemagne).
Pour le Knödel sucré, il peut être Marillenknödel (aux abricots), Zwetschkenknödel (aux quetsches), Topfenknödel (au fromage blanc) et Germknödel (fait de pâte à pain ou Germteig).
Ces derniers sont traditionnellement garnis de Powidl, confiture épaisse de quetsches (de la même manière que les beignets français), et servis soit avec du brauner Butter mit Mohn (beurre fondu et pavot sucré), soit avec de la Vanillesauce.